# دوگانی (مهندسی مکانیک)
در مهندسی مکانیک مجموعهٔ زیادی از مفاهیم یافت می‌شود که با زوجیت (Duality) به هم مرتبط‌اند.
لیست زیر بخشی از مفاهیم مربوط به مهندسی مکانیک است که در رابطه زوجیت با یکدیگر هستند:
نیرو — تغییر شکل
تنش — کرنش
روش سختی — روش نرمی

## مثال‌ها
- تنش و کرنش (قانون هوک)

{\displaystyle \sigma =E\varepsilon \iff \varepsilon ={\frac {1}{E}}\sigma \,}